# خلنج الجبل البرويري
الخلنج الجبل البرويري (الاسم العلمي:Phyllodoce breweri) هو نوع من النباتات يتبع جنس خلنج الجبل من الفصيلة الخلنجية.